# مارسيل بروست
مارسيل بروست (Marcel Proust؛ 10 يوليو 1871 - 18 نوفمبر 1922) روائي فرنسي عاش في أواخر القرن 19 وأوائل القرن 20 في باريس، من أبرز أعماله سلسلة روايات البحث عن الزمن المفقود (بالفرنسية: À la recherche du temps perdu) والتي تتألف من سبعة أجزاء نشرت بين عامي 1913 و1927، وهي اليوم تعتبر من أشهر الأعمال الأدبية الفرنسية. تستعرض كتاباته تأثير الماضي على الحاضر. كان بروست ناقداً ومترجماً واجتماعياً أيضاً.
ولد بروست بالقرب من باريس في عام 1871 لعائلة غنية، ودرس القانون والأدب. ارتباطاته الاجتماعية جعلته يرتاد غرف الضيوف الفخمة لدى النبلاء. قام بروست بكتابة عدد من المقالات للصحف الباريسية. نشر أيضاً القصص مثل «المتع والأيام» (1896). عانى من مرض الربو منذ طفولته، وأصبح مبتعداً عن المجتمع مع حلول العام 1897 بعدما ازدادت حالته الصحية سوءا. كما أثرت وفاة والدته في العام 1905 على جعله أكثر انعزالاً. كان بروست نصف يهودي وأيّد ألفرد دريفس كثيراً.

## خلفية
وُلد بروست في 10 يوليو عام 1871، بعد فترة قصيرة من انتهاء الحرب الفرنسية البروسية في بداية الجمهورية الفرنسية الثالثة. وُلد في بلدية أوتوي الباريسية (القطاع الجنوبي الغربي من المنطقة السادسة عشرة الريفية في ذلك الوقت) في منزل عمه الأكبر في 10 يوليو عام 1871، بعد شهرين من معاهدة فرانكفورت التي أنهت الحرب الفرنسية البروسية رسميًا. وُلد في أثناء العنف الذي أحاط كومونة باريس في أثناء القمع، ووافقت طفولته اندماج الجمهورية الفرنسية الثالثة. تتعلق رواية البحث عن الزمن المفقود بالكثير من التغيرات الهائلة، وعلى الأخص تراجع الطبقة الأرستقراطية وصعود الطبقات الوسطى، التي حدثت في فرنسا خلال الجمهورية الثالثة ونهاية القرن.
كان والد بروست -أدريان بروست- أخصائيًا بارزًا في علم الأمراض وعلم الأوبئة، إذ درس مرض الكوليرا في أوروبا وآسيا. كتب العديد من المقالات والكتب في الطب والنظافة. كانت والدة بروست -جين كليمنس (ويل)- ابنة عائلة يهودية ثرية من الألزاس. كانت متعلمة وقارئة جيدة، وأظهرت إحساسًا جيدًا بالفكاهة في رسائلها، وكانت معرفتها باللغة الإنجليزية كافية للمساعدة في ترجمات ابنها جون روسكين. تربّى بروست على عقيدة والده الكاثوليكي. تعمّد (في 5 أغسطس عام 1871، في كنيسة سانت لويس دانتين) وأصبح كاثوليكيًا لاحقًا، لكنه لم يمارس هذه العقيدة رسميًا. أصبح ملحدًا لاحقًا وكان صوفيًا بعض الشيء.
في سن التاسعة، أصيب بروست بأول نوبة ربو خطيرة، واعتُبر بعد ذلك طفلًا مريضًا. قضى بروست عطلات طويلة في قرية إليليرس. أصبحت هذه القرية -جنبًا إلى جنب مع ذكريات منزل عمه في أوتيل- نموذجًا لمدينة كومبراي الخيالية، حيث تحدث فيها بعض المشاهد الأكثر أهمية في رواية البحث عن الزمن المفقود. (أُعيد تسمية إليليرس إلى إليليرس كومبراي في عام 1971 بمناسبة الاحتفالات بالذكرى المئوية لبروست).
في عام 1882، في سن الحادية عشرة، أصبح بروست تلميذًا في مدرسة كوندورسيت، ولكن تعطل تعليمه بسبب مرضه. على الرغم من ذلك، تفوق في الأدب، وحصل على جائزة في عامه الأخير. بفضل زملائه، تمكن من الوصول إلى بعض صالونات البرجوازية العليا، ما زوده بمواد غزيرة لرواية البحث عن الزمن المفقود.
على الرغم من حالته الصحية السيئة، خدم بروست عامًا (1889-1890) في الجيش الفرنسي، متمركزًا في ثكنات كولينغي في أورليانز، وهي تجربة قُدمت في حلقة طويلة في طريق غرمانتس، الجزء الثالث من روايته. عندما كان شابًا، كان بروست هاويًا وإنسانًا وصوليًا تعرقلت طموحاته بصفته كاتبًا بسبب افتقاره إلى ضبط النفس. ساهمت سمعته (متكبر هاوٍ) بسبب هذه الفترة في مشاكله اللاحقة في نشر طريق سوان، الجزء الأول من روايته واسعة النطاق، في عام 1913. في هذا الوقت، حضر صالونات جينيفيف هاليفي، أرملة جورج بيزيت ووالدة صديق طفولة بروست، جاك بيزيت، ومادلين لومير وليونتين ليبمان، أحد عارضات مدام فيردورين، ووالدة صديقه غاستون أرمان دي كيلافيت، الذي كان في علاقة حب مع خطيبته (جين بوكيه). من خلال ليونتين ليبمان، وتعرّف على أناتول فرانس، عشيقها.
كان بروست على علاقة وثيقة مع والدته. إرضاءً لوالده، الذي أصر على مواصلة حياته المهنية، حصل بروست على منصب تطوعي في مكتبة مازارين في صيف عام 1896. بعد بذل جهد كبير، حصل على إجازة مرضية امتدت لعدة سنوات حتى اعتُبر مستقيلًا. لم يعمل قط في وظيفته، ولم ينتقل من شقة والديه إلا بعد وفاتهما.
تغيرت حياته ودائرة أسرته بصورة ملحوظة بين عامي 1900 و 1905. في فبراير عام 1903، تزوج شقيق بروست، روبرت بروست، وغادر منزل العائلة. تُوفي والده في نوفمبر من نفس العام. في النهاية، وبشكل ساحق، تُوفيت والدة بروست المحبوبة في سبتمبر عام 1905. تركت له ميراثًا كبيرًا. استمرت صحته طوال هذه الفترة في التدهور.
أمضى بروست السنوات الثلاث الأخيرة من حياته محجوزًا في غرفة نومه أغلب الوقت، نائمًا خلال النهار ويعمل ليلًا لإكمال روايته. تُوفي بسبب التهاب رئوي وخراج رئوي في عام 1922. ودُفن في مقبرة بير لاشيز في باريس.

## أهم أعماله
البحث عن الزمن المفقود بدأ كتابتها في عام 1909 بالفرنسية، يتكون من سبعة مجلدات يبلغ مجموعها حوالي 3200 صفحة (حوالي 4300 في الترجمة المكتبة الحديثة). ودعا غراهام غرين بروست بالروائي الأعظم «في القرن 20»، وجورج سومرست موم يسمى رواية الخيال بالأكبر «حتى الآن». توفي بروست قبل أن يتمكن لاستكمال تنقيح مشاريعه والمجلدات الثلاثة الأخيرة التي نشرت بعد وفاته حررها شقيقه روبرت.
وقد ترجم الكتاب إلى اللغة الإنكليزية من قبل سكوت مونكريف كورونا، وظهرت تحت عنوان ذكرى الأشياء السابقة بين 1922 و 1931. ترجمة سكوت مونكريف من خلال ستة مجلدات واحدة من سبع مجلدات باسم الموت قبل الانتهاء من الماضي. وصدر هذا المجلد الأخير من قبل مترجمين آخرين في أوقات مختلفة. عندما تم تنقيح الترجمة في وقت لاحق سكوت مونكريف مع تغيير العنوان بترجمة أكثر حرفية وهو البحث عن الزمن المفقود.

## معرض صور

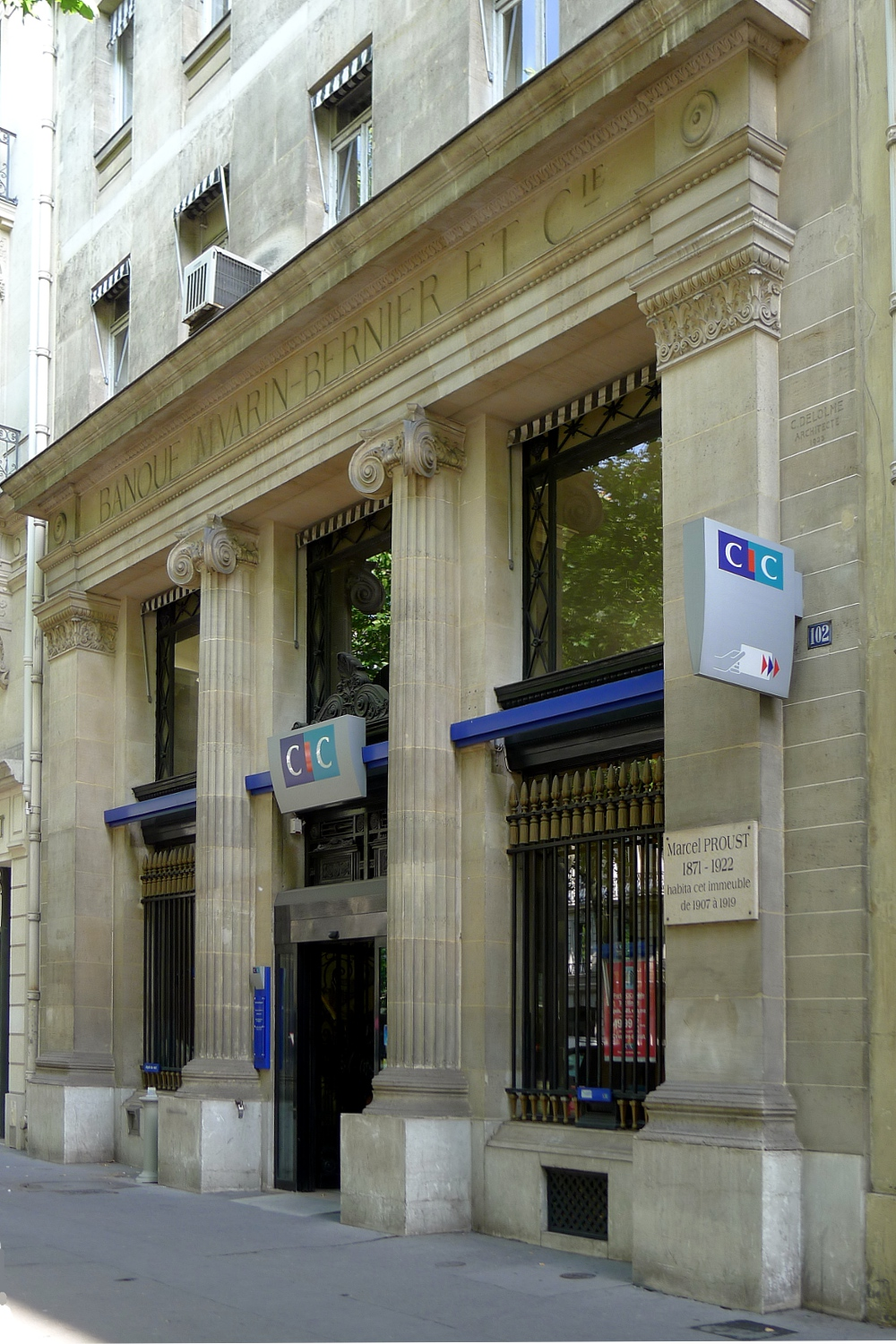
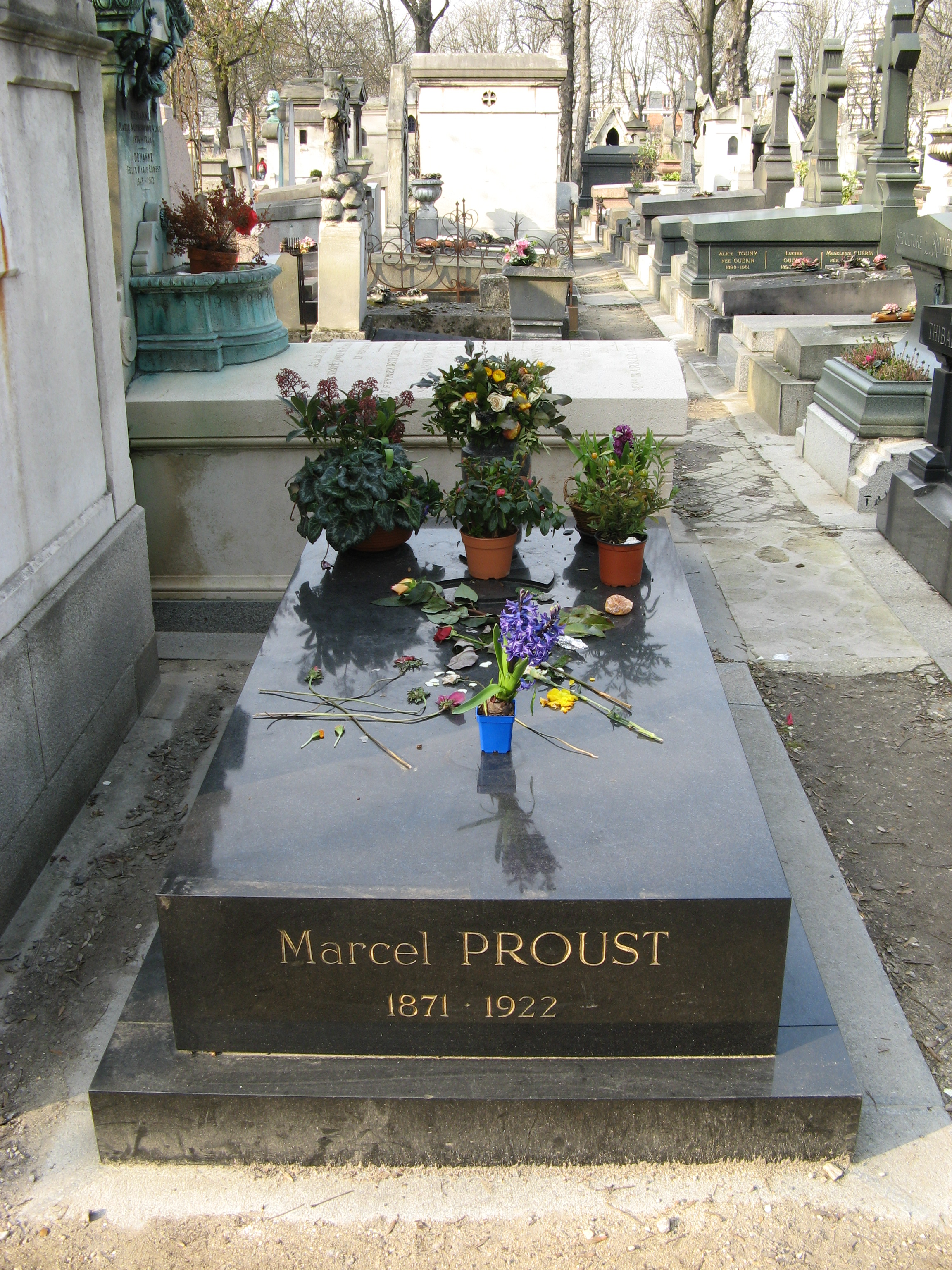
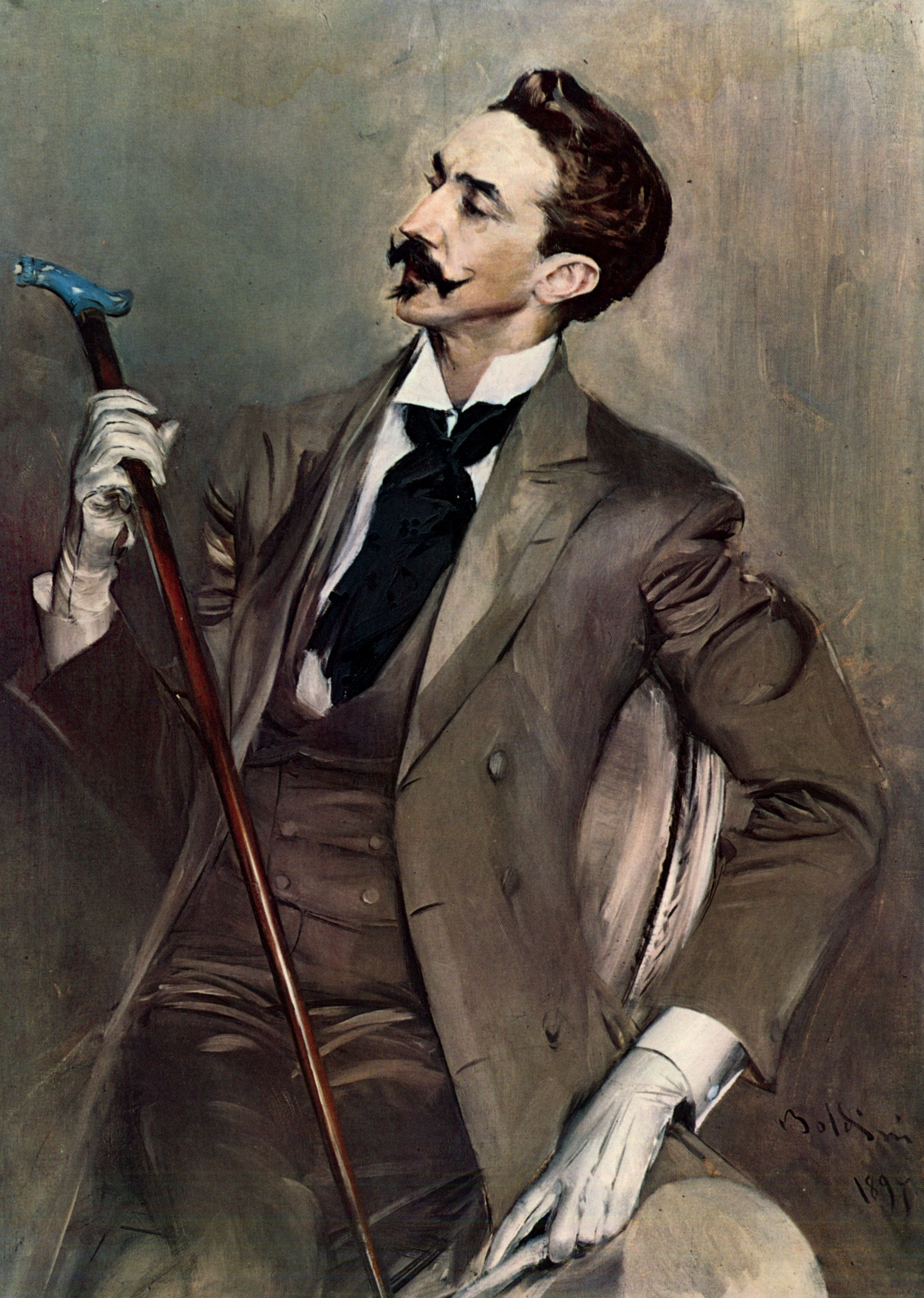
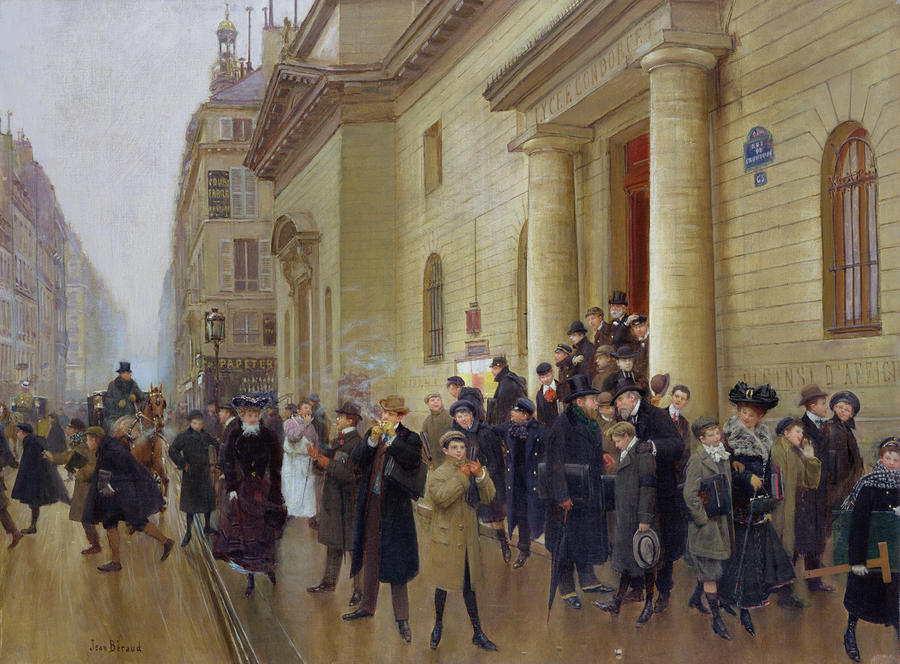
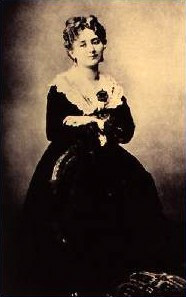